# Ким Хантер
Ким Хантер (англ. Kim Hunter; 12 ноября 1922[…], Детройт, Мичиган — 11 сентября 2002[…], Гринвич-Виллидж, Нью-Йорк) — американская актриса, обладательница премий «Оскар» и «Золотой глобус» за роль в драме Элиа Казана «Трамвай „Желание“», известная также по роли шимпанзе Зиры в серии фильмов «Планета обезьян».

## Биография
Ким Хантер, урождённая Джанет Коул, родилась в Детройте, штат Мичиган, в семье Дональда Коула и Грейс Линд. Среднее образование она получила во Флориде в городке Майами Бич.
Одной из первых заметных ролей актрисы на большом экране стала Джун в мелодраме «Лестнице в небо» (1946). В 1947 году Хантер сыграла роль Стеллы Ковальски в бродвейской пьесе «Трамвай „Желание“», а в 1952 году за ту же роль в одноимённом фильме она получила премии «Оскар» и «Золотой глобус», обе — как лучшая актриса второго плана. Вскоре в её карьере произошёл спад после того, как актрису внесли в «Чёрный список» Голливуда из-за подозрений в симпатии к коммунистическим взглядам.
Из-за отсутствия ролей на большом экране актриса стала сниматься на телевидении, где в последующие десятилетия исполнила десятки ролей во множестве телесериалов, среди которых «На пороге ночи», «Сыромятная плеть», «Доктор Килдер», «Миссия невыполнима» и «Она написала убийство». С закатом эры маккартизма Ким Хантер вернулась на киноэкраны, где одной из самых известных её ролей стала учёная шимпанзе Зира в первых трёх частях фантастических фильмов «Планета обезьян».
Ким Хантер дважды была замужем. Её первый брак с Уильямом Болдуином длился с 1944 по 1946 год, а второй, с Робертом Эмметтом, с 1951 по 2000 год.
Ким Хантер умерла от инфаркта в Нью-Йорке в возрасте 79 лет. Её вклад в американскую киноиндустрию отмечен звездой на голливудской «Аллее славы».

## Избранная фильмография
| Год       |   | Русское название                 | Оригинальное название                   | Роль                        |
| --------- | - | -------------------------------- | --------------------------------------- | --------------------------- |
| 1943      | ф | Седьмая жертва                   | The Seventh Victim                      | Мэри Гибсон                 |
| 1943      | ф | Нежный товарищ                   | Tender Comrade                          | Дорис Дамбровски            |
| 1944      | ф | Когда незнакомцы женятся         | When Strangers Marry                    | Милли Бакстер               |
| 1946      | ф | Лестница в небо                  | A Matter of Life and Death              | Джун                        |
| 1951      | ф | Трамвай «Желание»                | A Streetcar Named Desire                | Стелла Ковальски            |
| 1952      | ф | Криминальная полоса в прессе США | Deadline — U.S.A.                       | Нора Хатчесон               |
| 1959      | с | Сыромятная плеть                 | Rawhide                                 | Амелия Сполдинг             |
| 1964      | с | Альфред Хичкок представляет      | The Alfred Hitchcock Hour               | Аделаида Уинтерс            |
| 1964      | ф | Лилит                            | Lilith                                  | доктор Би Брайс             |
| 1965      | с | Защитники                        | The Defenders                           | Айлин Ролф                  |
| 1966      | с | Бонанза                          | Bonanza                                 | Ада Холл                    |
| 1968      | ф | Планета обезьян                  | Planet of the Apes                      | Зира                        |
| 1968      | ф | Пловец                           | The Swimmer                             | Бетти Грэм                  |
| 1970      | ф | Под планетой обезьян             | Beneath The Planet Of The Apes          | Зира                        |
| 1971      | ф | Бегство с планеты обезьян        | Escape from the Planet of the Apes      | Зира                        |
| 1971      | с | Дымок из ствола                  | Gunsmoke                                | Би Колтер                   |
| 1971      | с | Коломбо                          | Columbo                                 | Эдна Мэттьюс                |
| 1973      | с | Миссия невыполнима               | Mission: Impossible                     | Ханна О’Коннел              |
| 1973      | с | Доктор Маркус Уэлби              | Marcus Welby, M.D.                      | Вера Пуласки                |
| 1976      | с | Баретта                          | Baretta                                 | Безумная Энни               |
| 1979      | с | Досье детектива Рокфорда         | The Rockford Files                      | миссис Броклман             |
| 1979—1980 | с | На пороге ночи                   | The Edge of Night                       | Нола Мэдисон                |
| 1990      | ф | Два злобных глаза                | Due occhi diabolici                     | миссис Пим                  |
| 1990      | с | Она написала убийство            | Murder, She Wrote                       | Беатрис Вителло             |
| 1993      | с | Все мои дети                     | All My Children                         | Фэй Перт                    |
| 1994      | с | Без ума от тебя                  | Mad About You                           | Милли Бартон                |
| 1994      | с | Закон Лос-Анджелеса              | L.A. Law                                | Натали Шон                  |
| 1997      | с | Как вращается мир                | As the World Turns                      | медсестра / миссис Томпкинс |
| 1997      | ф | Полночь в саду добра и зла       | Midnight in the Garden of Good and Evil | Бетти Харти                 |

## Награды и номинации
| Награда        | Год  | Категория                                      | Название работы   | Результат |
| -------------- | ---- | ---------------------------------------------- | ----------------- | --------- |
| Оскар          | 1952 | Лучшая женская роль второго плана              | Трамвай «Желание» | Победа    |
| Золотой глобус | 1952 | Лучшая женская роль второго плана в кинофильме | Трамвай «Желание» | Победа    |